# Fransfladdermus
Fransfladdermusen (Myotis nattereri) är en fladdermusart i familjen Vespertilionidae (läderlappar). 

## Beskrivning
Fransfladdermusen är en liten fladdermus med en vingbredd på 22–28 cm, kroppslängd 4–5 cm och vikt upp till 13 g. Pälsen är gråbrun på ovansidan, ljusgrå under. "Fransen" i namnet är en krans av styva hår längs kanten på svansflyghuden. 

## Vanor
Fransfladdermusen är en skicklig men långsam flygare. Börjar jaga efter solnedgången. Födan består av diverse insekter. Arten påträffas i skog, på odlad mark och i samhällen. Piper hörbart under flykten.  Lokaliseringslätet är däremot mycket högt, med en frekvens på omkring 45–50 kHz.

## Utbredning
Fransfladdermusen finns i Nordafrika, Syd- och Centraleuropa (utom Balkan), södra och mellersta Nordeuropa samt i Asien.
I Sverige mera sällsynt, med flera luckor, från Skåne upp till mellersta Norrland. Finns troligtvis också längs kusten av Bottenhavet.
I Sverige är alla fladdermusarter fridlysta sedan 1986.

## Status
Fransfladdermusen är i Sverige upptagen på Röda listan: VU (sårbar), klassning "B1+2abcde,C1". Upptagen i EU:s habitatdirektiv (bilaga 4).
En livskraftig population finns bland annat i Fyledalen.